# Malwerkzeug

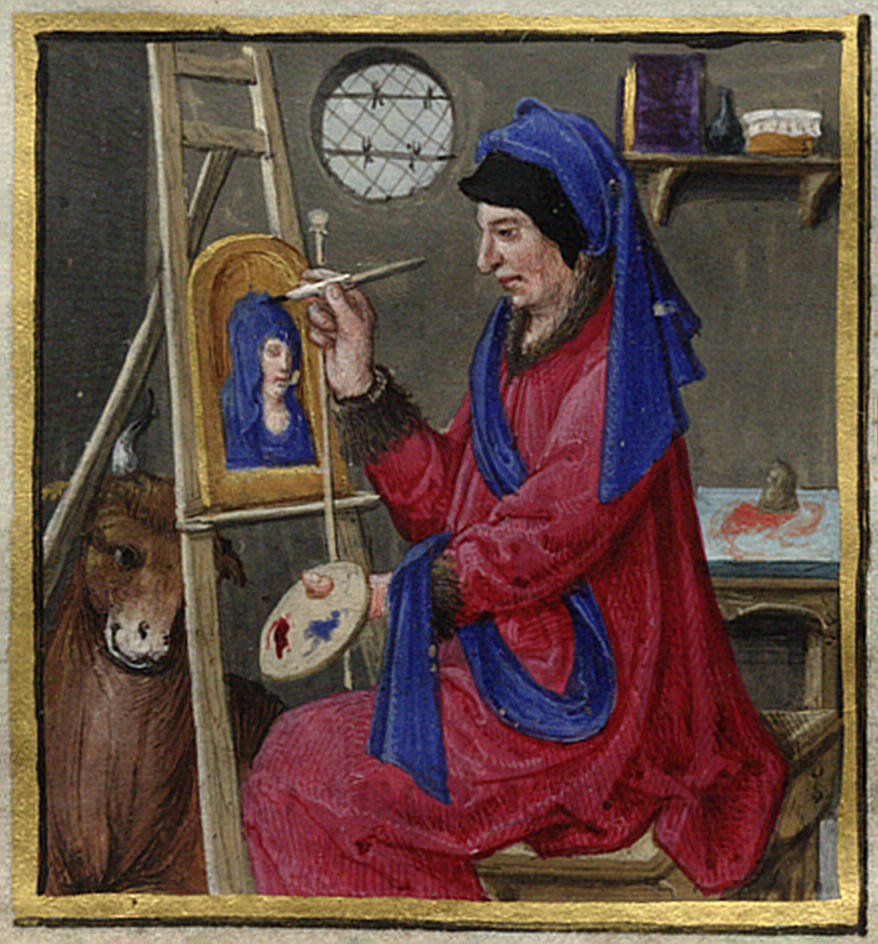
Maler mit Pinsel, Palette, Malstock und Staffelei. Der Evangelist Lukas malt die Jungfrau Maria. 1533

Das Malwerkzeug (Malgerät, maltechnisches Hilfsmittel, englisch paint tool, painting tool) dient der Realisierung einer Malerei.
Im engeren Sinn sind damit die Geräte gemeint, mit denen die Malerin oder der Maler ein Farbmittel auf einen Bildträger aufträgt. Vor allem sind das verschiedene Pinsel wie auch unterschiedlich geformte Spachtel. Daneben gibt es eine Vielzahl an Malwerkzeugen wie Airbrushpistole, Bürste, Farbroller, Finger, Handballen, Lappen, Malerwalze, Malmesser, Musterwalze, Rakel, Schwamm, Sieb, Spritzpistole, Sprühdose und Stempel. Sie hinterlassen die unterschiedlichsten Werkspuren. Im 20. Jahrhundert benutzt zum Beispiel Jackson Pollock Dosen, aus denen er Farbe tropfen lässt oder gießt. Oder Gerhard Richter trägt Farben auf, indem er lange Bretter über riesige Leinwände zieht.
Im weiteren Sinn zählen zu den Malwerkzeugen (Malutensil) Staffelei, Palette, Abdeckband, Lineal, Malstock, Radierer, Reißzwecken oder Schablonen. Darüber hinaus werden manchmal zu den Malwerkzeugen auch Kreiden und Stifte gerechnet wie Buntstift, Ölkreide, Pastellkreide und Wachsmalstift. In Computerprogrammen sind Malwerkzeuge (englisch Pencil Tool) virtuelle Pinsel und Stifte, mit denen man Punkte, Striche und Flächen malen kann.